# International Pony
International Pony is een band uit Hamburg, die vooral zich op de genres Electro en Funk oriënteert. De band  bestaat uit Erobique (Keyboards), DJ Koze (Draaitafels) en Cosmic DJ (Percussie en zang). Hun debuut kwam met hun eerste 12 inch A New Bassline For José in 2002, samen met hun debuutalbum We Love Music. In Oktober 2006 brachten ze hun tweede album uit, Mit Dir Sind Wir Vier.